# Province of Maryland

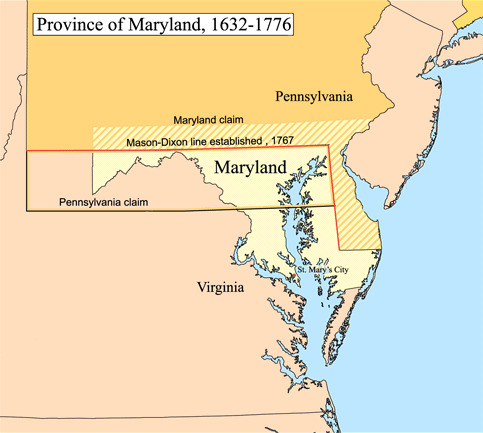
Grenzen der Province of Maryland 1634–1776

Die Province of Maryland (1634–1776) war eine der Dreizehn Kolonien in Nordamerika, die sich 1776 in der Unabhängigkeitserklärung der Vereinigten Staaten vom Mutterland Großbritannien lossagten.

## Geschichte
George Calvert, 1. Baron Baltimore, der 1632 für das Gebiet der Provinz eine Bewirtschaftungskonzession des englischen Königs Karl I. erhalten hatte, benannte das Gebiet vermutlich nach Königin Henrietta Maria, der Ehefrau Karls I.
Am 25. März 1634 ließen sich die ersten Siedler in dem Gebiet nieder. Maryland war die einzige katholische unter den strikt protestantischen britischen Kolonien in Nordamerika. Das erste katholische Bistum und die erste katholische Kathedrale der USA entstanden hier. Das Maryland-Toleranz-Gesetz war eines der ersten Gesetze, das ausdrücklich andere (christliche) Konfessionen tolerierte, und gilt infolgedessen als Vorläufer des 1. Verfassungszusatzes. Es wurde nötig weil im Lauf der Jahre immer mehr Nichtkatholiken die Kolonie bevölkerten und damit ein religiöses Gegengewicht schufen. Jeder Konflikt in England hatte auch Auswirkungen auf die Kolonie Maryland. So kam es während der Zeit der englischen Republik unter Oliver Cromwell auch in Maryland zu Auseinandersetzungen zwischen Puritanern, die Cromwell unterstützten, und den konservativen Kräften, die zur Monarchie hielten. Das Gleiche wiederholte sich im Zuge der Glorious Revolution im Jahr 1688. Dabei gab es in Maryland einen regelrechten Umsturz. Die bisherige Regierung wurde verjagt, die Calverts (Lords Baltimore) verloren ihre Machtansprüche und die Ausübung des katholischen Glaubens wurde vorübergehend untersagt. Erst im Jahr 1715 erhielten die Calverts nach einer Konversion zur Church of England ihre alte Stellung zurück.
Hauptstadt der Kolonie war von 1634 bis 1694 zunächst Saint Mary’s City, ab 1695 Anne Arundel’s Towne, das spätere Annapolis.
Die Mason-Dixon-Linie als Grenze zwischen der Province of Pennsylvania und der Province of Maryland, wurde 1767 festgelegt, um seit längerer Zeit bestehende Zwistigkeiten zwischen den herrschenden Familien Marylands und Pennsylvanias, Calvert und Penn zu schlichten. Ursprünglich hatte die königliche Charta – aufgrund einer fehlerhaften Landkarte – Maryland das Territorium nördlich des Potomac River bis zum 40. Breitengrad zugesprochen, wodurch ausgerechnet Philadelphia, die größte Stadt Pennsylvanias, zu Maryland gehört hätte. Die Geometer Charles Mason und Jeremiah Dixon vermaßen eine neue Grenze, die auch die traditionelle Grenze zwischen den so genannten Nord- und Südstaaten geworden ist.
1774 erklärte sich die Assembly of Freemen zur Legislative der Kolonie. Mit der Maryland Constitution of 1776 sagte sich Maryland endgültig von Großbritannien los. Mit Robert Eden verließ 1776 der letzte britische Gouverneur die ehemalige Kolonie. Thomas Johnson wurde 1777 erster gewählter Gouverneur Marylands.

## Die Gouverneure der Province of Maryland
Zwischen 1634 und 1776 hatten folgende Personen das Amt des Gouverneurs der Province of Maryland inne:
- Leonard Calvert (1634–1647)
- Thomas Greene (1647–1649)
- William Stone (1649–1656)
- Josias Fendall (1657–1660)
- Phillip Calvert (1660–1661)
- Charles Calvert, 3. Baron Baltimore (1661–1676), erste Amtszeit
- Jesse Wharton (1676)
- Thomas Notley (1676–1679)
- Charles Calvert, 3. Baron Baltimore (1679–1684), zweite Amtszeit
- Benedict Calvert (1684–1688)
- William Joseph (1688–1689)
- John Coode (1689–1690)
- Nehemiah Blakiston (1691–1692)
- Lionel Copley (1692–1693)
- Thomas Lawrence (1693), erste Amtszeit
- Edmund Andros (1693), erste Amtszeit
- Nicholas Greenberry (1693–1694), als Stellvertreter für den abwesenden Edmund Andros
- Edmund Andros (1694), zweite Amtszeit
- Thomas Lawrence (1694), zweite Amtszeit
- Francis Nicholson (1694–1699)
- Nathaniel Blakiston (1699–1702)
- Thomas Tench (1702–1704)
- John Seymour (1704–1709)
- Edward Lloyd (1709–1714)
- John Hart (1714–1720)
- Thomas Brooke Jr. (1720)
- Charles Calvert (1720–1727)
- Benedict Leonard Calvert (1727–1731)
- Samuel Ogle (1731–1732), erste Amtszeit
- Charles Calvert, 5. Baron Baltimore (1732–1733)
- Samuel Ogle (1733–1742), zweite Amtszeit
- Thomas Bladen (1742–1747)
- Samuel Ogle (1747–1752), dritte Amtszeit
- Benjamin Tasker (1752–1753)
- Horatio Sharpe (1753–1769)
- Robert Eden (1769–1776)